# Right Here, Right Now (My Heart Belongs To You)
"Right Here, Right Now (My Heart Belongs to You)" är en powerballad skriven av Jörgen Elofsson. Låten tilldelades till den som vann TV-programmet Idol 2005. Vinnaren blev 17-åriga Agnes Carlsson som fick sjunga in och släppa den som sin debutsingel. Låten blev under tidigt 2006 en hit som sålde platina, och blev etta på svenska singellistan, Trackslistan och Svensktoppen. Sebastian Karlsson sjöng även låten under finalen i Idol 2005.
Ibland förkortas låtens titel till endast "Right Here, Right Now".[källa behövs]
Vinnaren i nederländska Idol, Raffaëla Paton, släppte en egen version på låten som sin debutsingel. Precis som för Agnes sålde låten platina hemma i Nederländerna.